# Yuyao

Lage von Beilun im Gebiet der Stadt Ningbo

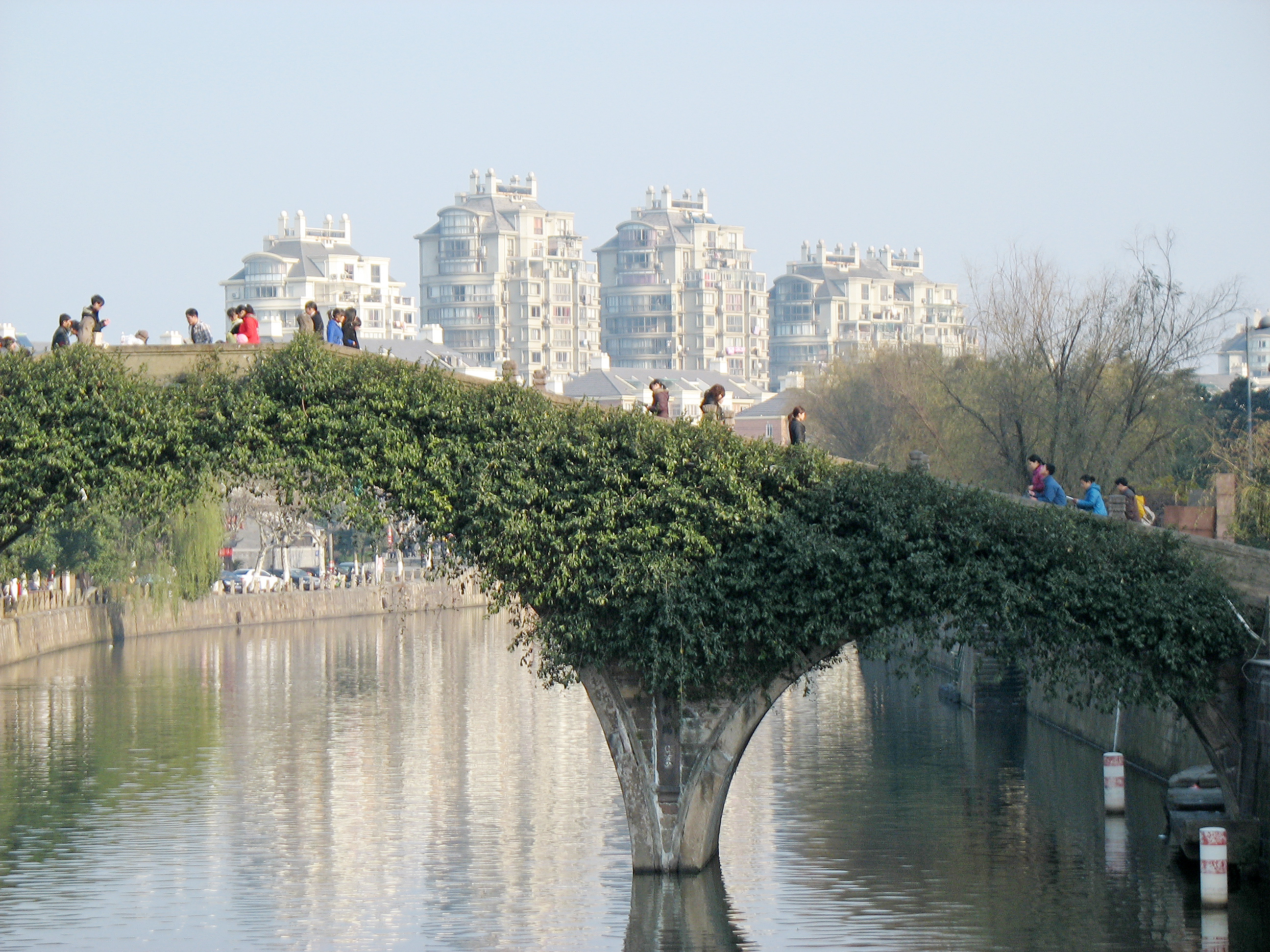
Tongji-Brücke im Stadtzentrum von Yuyao

Die Stadt Yuyao (余姚市,  Yúyáo Shì) ist eine kreisfreie Stadt der Unterprovinzstadt Ningbo in der ostchinesischen Provinz Zhejiang. Sie hat eine Fläche von 1.360 km² und zählt 1.254.032 Einwohner (Stand: Zensus 2020).
Die Hemudu-Stätte (Hemudu yizhi 河姆渡遗址) – die namensgebende Stätte der neolithischen Hemudu-Kultur –, der ehemalige Wohnsitz und das Grab von Wang Shouren (Wang Shouren guju he mu 王守仁故居和墓) und die ehemalige Stätte des Ost-Zhejiang-Stützpunktgebiets im Anti-Japanischen Krieg (1943) (Zhedong Kang-Ri genjudi jiuzhi 浙东抗日根据地旧址) im Dorf Hengkantou 横坎头村 der Großgemeinde Liangnong (梁弄镇) stehen auf der Liste der Denkmäler der Volksrepublik China.

## Administrative Gliederung
Auf Gemeindeebene setzt sich die kreisfreie Stadt aus sechs Straßenvierteln, vierzehn Großgemeinden und vierzehn Gemeinden zusammen. 